# 异弯藻属
异弯藻属（学名：Heterosigma）为卡盾藻科的一个属。

## 下属物种
本属包括以下物种：
- 赤潮异弯藻 Heterosigma akashiwo (Hada) Hada ex Hara & Chihara, 1967[2]